# 小行星1071
小行星1071（1071 Brita）是一颗绕太阳运转的小行星，为主小行星带小行星。该小行星于1924年3月3日发现。
該小行星以大不列顛島命名。

## 轨道参数
小行星1071的轨道半长轴为2.8004209 UA，离心率为0.112。